# Бирманское имя
Бирма́нские имена́ принципиально отличаются от русских и большинства других имён: из-за отсутствия патронимической или матронимической традиции у бирманцев отсутствуют отчество и фамилия. В бирманской культуре люди могут менять имя по собственному желанию, чтобы отметить перемены, произошедшие в их жизни. Кроме того, многие бирманцы пользуются гоноративами как частью имени.

## Традиционные и западные имена
Части бирманского имени — самостоятельные слова; кроме того, многие полные имена состоят из одной части (например, в именах У Тан, У Ну «у» — гоноратив, а собственно имя односложное). В середине XX века бирманцы начали брать двусложные имена, и к 1890-м годам британские учёные отмечали, что араканцы в массе восприняли трёхсложные имена, тогда как бирманцы пользовались максимум двусложными. С учащением контактов с Западной культурой бирманцы постепенно увеличивали количество слогов в именах детей, и к началу XXI века имя мальчика может включать до четырёх, а девочки — до пяти слогов.
К примеру, родителей Аун Сана звали Пха (бирм. ဖာ) и Су (бирм. စု). При рождении его назвали Тхун Лин (бирм. ထိန်လင်း), но он сменил имя на Аун Сан (бирм. အောင်ဆန်း). Дочь Аун Сана зовут Аун Сан Су Чжи (бирм. အောင်ဆန်းစုကြည်): «Аун Сан» — имя отца, «Су» — имя бабушки, Чжи — часть имени матери, Кхи Чжи (бирм. ခင်ကြည်). Добавление имени родителей довольно распространено, но добавленное имя в таком случае не является фамилией или отчеством.
В качестве имён применяются как собственно бирманские слова, так и заимствованные из пали: танда (женское, бирм. သန္တာ «коралл», когнат слова «санта»), санда (женское, бирм. စန္ဒာ «луна», когнат слова «чанда»), тийи (женское, бирм. သီရိ «блеск, величие», когнат слова «шри»); туй (мужское, бирм. သူရ «храбрость», когнат слова «сура»), тиха (мужское, бирм. သီဟ «лев», когнат слова «сиха»), зечжа (мужское, бирм. ဇေယျာ, «победа», когнат слова «джая»).
При заключении брака с жителями запада или иммиграции могут назвать часть своего имени фамилией: например, жена Тхун Мьина (ထွန်းမြင့်) сменила свою фамилию на Мьин, хотя это часть его личного имени.

## Гоноративы
Гоноративы помещаются перед личным именем, причём они могут заменять имя при обращении. К примеру, родители Аун Сана известны под именами У Пха и До Су («господин Пха» и «госпожа Су»).
Примеры гоноративов:
| Гоноратив | Бирманское              | Перевод              | Примечания                                                                                                   |
| --------- | ----------------------- | -------------------- | --- |
| Ашин      | бирм. အရှင် или бирм. အသျှင် | господин, владыка    | Используется с именами монахов и знати; редко — с именами женщин                                             |
| Баньа     | бирм. ဗညား или бирм. ဗညာ   |                      | Используется с именами знати и членов правящих семей; происходит из монского языка бирм. ဗညာ /pəɲɛ̀a/)         |
| Бу, Бучха | бирм. ဗိုလ်/ဗိုလ်ချုပ်           | генерал, командующий | Используется с именами военных                                                                               |
| До        | бирм. ဒေါ်                 | тётя, «миссис»       | Используется с именами зрелых женщин или женщин, занимающих важные посты, например, «До Аун Сан Су Чжи»      |
| Дуу       | бирм. ဒူးဝါး                | вождь                | Присоединяется к именам вождей качинов                                                                       |
| Кхун      | бирм. ခွန်                | «мистер»             | Используется с именами мужчин-шанов                                                                          |
| Ку        | бирм. ကို                 | старший брат         | Используется с именами мужчин-ровесников                                                                     |
| Ма        | бирм. မ                 | сестра               | Используется с именами младших или равных по возрасту женщин                                                 |
| Ман       | မန်း                      | -                    | Используется каренскими мужчинами                                                                            |
| Мэ        | бирм. မယ်                |                      | Редкий гоноратив, синоним бирм. မ                                                                            |
| Маун      | бирм. မောင်                | младший брат         | Иногда является частью личного имени                                                                         |
| Ми        | бирм. မိ                 | «мисс»               | Используется некоторыми молодыми женщинами в качестве прозвища                                               |
| Ми        | бирм. မိ                 | «мисс»               | монский женский гоноратив                                                                                    |
| Ман       | бирм. မင်း                | король               | Используется как суффикс (Миндон Мин)                                                                        |
| Ман       | бирм. မင်း                |                      | Используется в именах монских мальчиков, эквивалент «маун». Происходит из монского (бирм. မာံ, /mèm/)          |
| Найн      | бирм. နိုင်                | «мистер»             | Используется в именах монских мужчин, аналог «у», происходит из монского бирм. နဲာ (/nài/)                     |
| Нан       | бирм. နန်း                | «мисс»               | Шанский женский гоноратив, от шанского бирм. ၼၢင်း (/naaŋ/)                                                     |
| Наун      | бирм. နော်                 | «мисс»               | Используется в именах каренских женщин                                                                       |
| Сайн      | бирм. စိုင်း                | «мистер»             | Используется в именах шанских мужчин, от шанского бирм. ၸၢႆး (/tsaaj/                                           |
| Схалайн   | бирм. ဆလိုင်း               |                      | Используется чинскими мужчинами в качестве первого имени                                                     |
| Сау       | бирм. စဝ်                | владыка              | Используется в именах шанской знати, происходит от шанского бирм. ၸဝ်ႈ (/tsaw/)                                |
| Со        | бирм. စော                 | владыка              | Бирманизированная форма предыдущего гоноратива                                                               |
| Со        | бирм. စော                 | «мистер»             | Используется в именах каренских мужчин, например, Со Бо Мя                                                   |
| Собхуа    | бирм. စော်ဘွား                | вождь                | Бирманская форма шанского слова бирм. ၸဝ်ႈၽႃႉ, /tsaw pʰaa/), использующегося как суффикс к именам шанских вождей |
| Схайа     | бирм. ဆရာ                | учитель              | Используется в именах старших по возрасту или занимающих более высокую должность мужчин                      |
| Схайдо    | бирм. ဆရာတော်               | придворный учитель   | Используется в именах авторитетных монахов                                                                   |
| Схайама   | бирм. ဆရာမ               | учитель              | Используется в именах старших по возрасту или должности женщин                                               |
| Шин       | бирм. ရှင် или бирм. သျှင်   | владыка              | Архаичная приставка, использовалась в именах монахов и знатных мужчин                                        |
| Такктул   | бирм. တက္ကသိုလ်             | университет          | Архаичная приставка, использовалась в именах писателей                                                       |
| Такхан    | бирм. သခင်               | хозяин, учитель      | Архаичная приставка, использовалась в именах членов бирманского националистического движения в 1930-х        |
| Типун     | бирм. သိပ္ပံ               | наука                | Использовалась в именах писателей                                                                            |
| У         | бирм. ဦး                 | дядя, «господин»     | Используется в именах старших по возрасту или должности мужчин, а также монахов                              |

## Именование по дню рождения
Многие бирманские буддисты пользуются бирманским зодиаком, в котором судьбу ребёнка определяет то, на какой день традиционной восьмидневной недели пришёлся день его рождения.
| День                             | Буквы                                                                  |
| -------------------------------- | ---------------------------------------------------------------------- |
| Понедельник (бирм. တနင်္လာ)         | бирм. က (ка), бирм. ခ (кха), бирм. ဂ (га), бирм. ဃ (га), бирм. င (нга) |
| Вторник (бирм. အင်္ဂါ)              | бирм. စ (са), бирм. ဆ (сха), бирм. ဇ (за), бирм. ဈ (за), бирм. ည (ньа) |
| Среда (до полудня) (бирм. ဗုဒ္ဓဟူး)  | бирм. လ (ла), бирм. ဝ (уа)                                             |
| Среда (после полудня) (бирм. ရာဟု) | бирм. ယ (йа), бирм. ရ (йа, ра)                                         |
| Четверг (бирм. ကြာသပတေး)             | бирм. ပ (па), бирм. ဖ (пха), бирм. ဗ (ба), бирм. ဘ (бха), бирм. မ (ма) |
| Пятница (бирм. သောကြာ)               | бирм. သ (та), бирм. ဟ (ха)                                             |
| Суббота (бирм. စနေ)               | бирм. တ (та), бирм. ထ (тха), бирм. ဒ (да), бирм. ဓ (да), бирм. န (на)  |
| Воскресенье (бирм. တနင်္ဂနွေ)        | бирм. အ (а)                                                            |